# Kanaima
Kanaima is een geslacht van halfvleugeligen uit de familie schuimcicaden (Cercopidae). De wetenschappelijke naam van dit geslacht is voor het eerst geldig gepubliceerd in 1909 door Distant.

## Soorten
Het geslacht Kanaima omvat de volgende soorten:
- Kanaima dubia Stancik & Cavichioli, 2003
- Kanaima fluvialis (Lallemand, 1924)
- Kanaima fusca (Lallemand, 1927)
- Kanaima katzensteinii (Berg, 1879)
- Kanaima nigra Paladini & Carvalho, 2008